# Dieudonné de Gozon
Dieudonné de Gozon fou el 27è Mestre de l'Hospital. Era originari de l'Aveyron. Va accedir al càrrec el 1346 i durant el seu mestratge va fortificar  Rodes i va restablir el rei de la Petita Armènia, Constantí IV.

## Extinctor draconis
Era conegut com qui va matar del dragó (en llatí extinctor draconis), ja que es diu que ell va matar un dragó que habitava l'illa de Rodes, segons la tradició oral. El mestre anterior havia dit que ningú el molestés, però ell el va voler matar i ho aconseguí. Per mostrar-ho va col·locar el cap del dragó sobre el seu tron i aquest hi va restar almenys un segle.
Aquest personatge apareix al principi de 20.000 llegües de viatge submarí de Jules Verne.